# Zygotritonia bongensis
Zygotritonia bongensis är en irisväxtart som först beskrevs av Ferdinand Albin Pax, och fick sitt nu gällande namn av Gottfried Wilhelm Johannes Mildbraed. Zygotritonia bongensis ingår i släktet Zygotritonia och familjen irisväxter. Inga underarter finns listade i Catalogue of Life.